# Zgromadzenie Ogólne Delaware
Zgromadzenie Ogólne Delaware (Delaware General Assembly) - parlament amerykańskiego stanu Delaware. Ma charakter bikameralny i składa się z Izby Reprezentantów oraz Senatu. 
Wybory do obu izb odbywają się w jednomandatowych okręgach wyborczych, z zastosowaniem ordynacji większościowej. Izba liczy 41 członków wybieranych na dwuletnią kadencję. Senat składa się z 21 członków sprawujących czteroletnie kadencje, przy czym co dwa lata odnawiane jest ok. połowy składu. 
Obie izby obradują na Kapitolu Stanowym Delaware w Dover, który potocznie nazywany jest Legislative Hall, czyli Gmachem Ustawodawczym. 

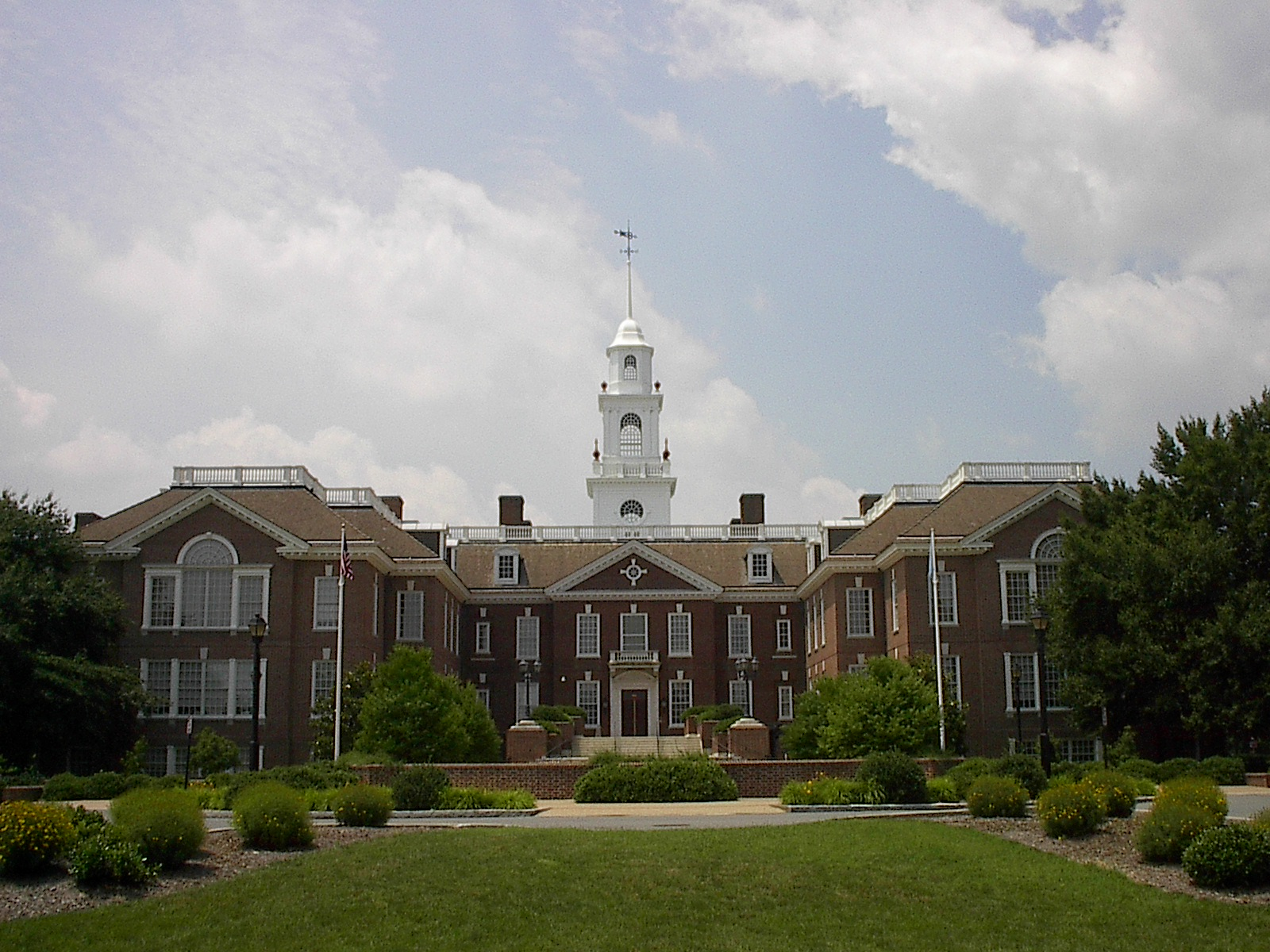
Kapitol Stanowy Delaware w Dover